# アメリカン・クライム・ストーリー/ヴェルサーチ暗殺
『アメリカン・クライム・ストーリー/ヴェルサーチ暗殺』（アメリカンクライムストーリー ヴェルサーチあんさつ、The Assassination of Gianni Versace: American Crime Story）は、FXのトゥルー・クライム・アンソロジーテレビシリーズ『アメリカン・クライム・ストーリー』の第2シーズンである。初回は2018年1月17日に放送され、同年3月21日に最終回を迎えた。全9話構成となるこのシーズンではモーリーン・オースの書籍『Vulgar Favors: Andrew Cunanan, Gianni Versace, and the Largest Failed Manhunt in U. S. History』を基に連続殺人犯のアンドリュー・クナナンがジャンニ・ヴェルサーチを殺害した事件が描かれる。
日本ではスター・チャンネルにて字幕版が2018年6月25日から毎週月曜23:00に、日本語吹替（二ヵ国語）版が同年6月28日から毎週木曜22:00に放送された。2019年6月1日から2022年2月28日まではNetflixで配信された。

## キャストとキャラクター
※括弧内は日本語吹替

### メイン
- ジャンニ・ヴェルサーチ - エドガー・ラミレス（高宮俊介）
- アンドリュー・クナナン - ダレン・クリス（岸尾だいすけ）
- アントニオ・ダミコ（英語版） - リッキー・マーティン（辻井健吾）
- ドナテラ・ヴェルサーチ - ペネロペ・クルス（皆川純子）

### スペシャル・ゲスト
- マリリン・ミリガン - ジュディス・ライト（英語版）
- バーの歌手 - エイミー・マン
- ジェフ・トレイル - フィン・ウィットロック

### リカーリング
- メリー・アン・クナナン - ジョアンナ・P・アドラー（英語版）
- ジェローム・ジェンテス - ジョー・アドラー（英語版）
- エリザベス・コート - アナリー・アシュフォード（英語版）
- モデスト・クナナン - ジョン・ジョン・ブリオネス（英語版）
- ポール・スクリムショー刑事 - ウィル・チェイス
- サント・ヴェルサーチ（英語版） - ジョヴァンニ・チルフィエラ（英語版）
- リー・ミグリン（英語版） - マイク・ファレル（英語版）（大林隆介）
- キース・エヴァンス捜査官 - ジェイ・R・ファーガソン（英語版）
- デヴィッド・マドソン - コーディー・ファーン
- ロニー・ホルストン - マックス・グリーンフィールド（中野泰佑）
- リンダ・エルウェル - ソフィ・フォン・ハーゼルベルク（英語版）
- 若年期のアンドリュー・クナナン - エドゥアルド・ホルデナー
- タララ・グルーバー捜査官 - クリスティン・ホーン
- ハワード・マドソン - ジョン・レーシー
- ヴィヴィアン・オリヴァ - キャシー・モリアーティ
- ノーマン・ブラックフォード - マイケル・ヌーリー
- ロリ・ウィーダー刑事 - ダーシャ・ポランコ
- デヴィッド・ギャロ - テリー・スウィーニー（英語版）
- ジョージ・ナヴァロ刑事 - ホセ・ズニーガ

### ゲスト
- ピート・ジャクソン刑事 - ラザーク・アドティ（英語版）
- ヴェルサーチのスポークスマン - ヴィンチェンツォ・アマート（英語版）
- J・ポール・ベイラー - ジャック・アームストロング
- レイノルズ捜査官 - カレン・ダグ（英語版）
- フィリップ・メリル - ニコ・エヴァーズ＝スウィンデル（英語版）
- マット・L・ロドリゲス部長 - アレックス・フェルナンデス（英語版）
- デューク・ミグリン - ジェイコブ・フォートナー
- エスコート・エージェンシー・マネージャー - モリー・プライス（英語版）
- ポール・ベック - ポール・シュナイダー
- ローラ・トレイル - タラ・サマーズ（英語版）
- リンカーン・アストン - トッド・ウェアリング（英語版）
- ロバート・ティヒッチ刑事 - マイケル・シェイマス・ワイルズ（英語版）

## あらすじ
1997年に著名なファッションデザイナーのジャンニ・ヴェルサーチがマイアミの自宅の前で、指名手配中のアンドリュー・クナナンに撃たれて殺される。ヴェルサーチおよびクナナンの過去がさかのぼられ、同性愛者で浪費を繰り返し欺瞞に満ちたクナナンが4人を殺し、ヴェルサーチにこだわり狙うようになった経緯が描かれる。

## エピソード
| 通算 話数 | タイトル                                      | 監督                           | 脚本                              | 放送日        | 製作 番号 | 米国視聴者数 (百万人) |
| --- | --------------------------------------------- | ------------------------------ | --------------------------------- | ------------- | --------- | --------------------- |
| 1 | "流行りの殺人鬼" "The Man Who Would Be Vogue" | ライアン・マーフィー           | トム・ロブ・スミス                | 2018年1月17日 | 3WAX01    | 2.22                  |
| 1997年7月15日の朝、ファッションデザイナーのジャンニ・ヴェルサーチはマイアミビーチの自宅の前でアンドリュー・クナナンに撃たれる。二人は7年前にサンフランシスコのゲイクラブで出会っており、クナナンはヴェルサーチの客として、彼が衣装を監督するオペラを見に行く。1997年、クナナンは逃げる。ヴェルサーチは病院に急送されるが死亡する。警察はFBIと共同捜査を始め、容疑者のクナナンがすでに4人を殺して指名手配されていたことがわかる。ジャンニの妹のドナテラと兄のサントがマイアミにやって来て、会社の将来の計画を考え始める。                                                     |                                               |                                |                                   |               |           |                       |
| 2 | "マンハント" "Manhunt"                        | ネルソン・クラッグ             | トム・ロブ・スミス                | 2018年1月24日 | 3WAX02    | 1.42                  |
| 1994年3月、ジャンニがHIV陽性であるとわかり、ドナテラはアントニオを責める。1997年5月、4人を殺して手配されるクナナンはマイアミビーチに来て偽名でモテルに住む。男娼として稼ぎ、知り合ったロニーに貢ぐ。ジャンニにとりつかれ、後を追う。FBIと地元警察はクナナンの手配書を広める。アントニオはジャンニに求婚する。 |                                               |                                |                                   |               |           |                       |
| 3 | "無差別殺人" "A Random Killing"               | グウィネス・ホーダー＝ペイトン | トム・ロブ・スミス                | 2018年1月31日 | 3WAX03    | 1.26                  |
| 1997年5月、シカゴの不動産開発業者のリー・ミグリンは妻マリリンの留守中に、男娼サービスで知り合ったクナナンを自宅に招き入れる。クナナンはガレージでリーを縛り上げて殺し、周囲にホモセクシュアルの雑誌をまき散らす。クナナンはリーの車を盗んで逃げるが、自動車電話による探知がメディアに漏れたために車を捨て、ペンシルバニアでトラックを盗み、持ち主を殺す。マリリンは夫の性向を否定し、香水の宣伝を続ける。 |                                               |                                |                                   |               |           |                       |
| 4 | "湖畔の家で" "House by the Lake"              | ダン・ミナハン                 | トム・ロブ・スミス                | 2018年2月7日  | 3WAX04    | 0.98                  |
| 1997年4月、クナナンはミネアポリスで建築家デヴィッド・マドソンのアパートに工員のジェフ・トレイルを呼び、マドソンの目の前で殺す。警察は二人を共犯と見なすに違いないとマドソンを説得してメキシコに逃避行する。マドソンの同僚の通報で部屋を捜索した警察はトレイルの死体を見つけてマドソンを捜査する。クナナンは自分に逆らったマドソンを殺す。 |                                               |                                |                                   |               |           |                       |
| 5 | "問答無用" "Don't Ask Don't Tell"             | ダニエル・ミナハン             | トム・ロブ・スミス                | 2018年2月14日 | 3WAX05    | 0.91                  |
| 1995年6月、ジャンニはドナテラの反対を押し切り、ゲイであることを公表する。1995年11月、海軍大尉のジェフ・トレイルはゲイであると疑われる。自殺未遂の後、トレイルはゲイバーに行きクナナンに出会う。トレイルは海軍でのゲイ嫌悪についてインタビューを受け、海軍を去る。2年後、経済的な問題を抱えたクナナンはミネアポリスに行き、旧知のトレイルとマドソンに再会するが、二人とも欺瞞だらけのクナナンを避ける。クナナンは姉の家に泊まったトレイルのアパートを荒らして銃を盗み、マドソンのアパートにトレイルを呼び出す。                                                               |                                               |                                |                                   |               |           |                       |
| 6 | "堕落" "Descent"                              | グウィネス・ホーダー＝ペイトン | トム・ロブ・スミス                | 2018年2月28日 | 3WAX07    | 1.10                  |
| 1996年、欺瞞で身を飾るクナナンはラホヤでビジネスマンのノーマン・ブラックフォードと契約に基づいて同居し、高額な生活費をもらう。27歳の誕生日で、クナナンはデヴィッド・マドソンの関心を買おうとする。ノーマンに生活費の増額を求めるが、欺瞞がばれて言い争いになりノーマンのもとを去る。クナナンはジェフ・トレイルの父親に同性愛者であることを暴露するはがきを送る。トレイルは怒り、マドソンの住むミネアポリスに引っ越すと言う。マドソンは大金を費やしてマドソンの愛を得ようとするがうまくいかない。クナナンは落ち込んで麻薬に溺れた末に、母親に会ってミネアポリスに行くと言う。 |                                               |                                |                                   |               |           |                       |
| 7 | "成り上がり" "Ascent"                         | グウィネス・ホーダー＝ペイトン | トム・ロブ・スミス                | 2018年3月7日  | 3WAX06    | 0.92                  |
| 1992年、ジャンニは自分の死後に経営を継ぐようドナテラにプレッシャーをかける。ジャンニは耳のガンだと診断されてマイアミに行き、ドナテラが現場を取り仕切る。同じ年、母と暮らしていたクナナンは年配の同性愛者のための男娼サービスに加わり、リンカーン・アストンに囲われる。クナナンがデヴィッド・マドソンと浮気をしたためにリンカーンはクナナンを捨てるが、直後に行きずりの男に殺される。クナナンはヴェルサーチの仕事をしていると嘘をついて母親のアパートを出る。リンカーンの知人のブラックフォードと知り合って囲われ、フェニックスからラホヤの豪邸へと引っ越しをさせる。         |                                               |                                |                                   |               |           |                       |
| 8 | "創造者/破壊者" "Creator/Destroyer"           | マット・ボマー                 | トム・ロブ・スミス&マギー・コーン | 2018年3月14日 | 3WAX08    | 1.00                  |
| 1957年のイタリアで、ジャンニは母親からデザイナーとなる教育を受け始める。1980年、クナナンはフィリピン出身で証券会社に勤める父親モデストから特別にひいきされる。7年後、クナナンは私立学校に通いながら年配の男性と付き合う。モデストは老人の顧客を詐欺にかけた容疑でFBIに追及を受け、全財産を持ち出して一人フィリピンに逃げる。クナナンは父親に会いに行くが益なくアメリカに戻り、ドラッグストアのパート従業員となる。父親はパイナップル農園を多数所有すると嘘をつく。 |                                               |                                |                                   |               |           |                       |
| 9 | "孤独" "Alone"                                | ダニエル・ミナハン             | トム・ロブ・スミス                | 2018年3月21日 | 3WAX09    | 1.20                  |
| 警察の封鎖によりクナナンは逃亡できず、空き家に隠れる。クナナンの父、友人、被害者の家族らがインタビューを受けるのをテレビで見る。ジャンニの葬儀がイタリアで行われ、ドナテラはアントニオが約束された家には住めないと言い渡す。追いつめられたクナナンは自殺する。アントニオは自殺を試みる。 |                                               |                                |                                   |               |           |                       |

## 製作

### 企画
『The Assassination of Gianni Versace: American Crime Story』は2016年10月18日に『Katrina』の次のシリーズの第3シーズンとして発注された。また英国の作家のトム・ロブ・スミスが最初の2話を含むシーズン複数話の脚本を執筆し、製作総指揮のライアン・マーフィーがシーズン初回を監督することも発表された。2016年4月、第1シーズンの最終回が放送された後、シリーズ創始者のスコット・アレクサンダーとラリー・カラゼウスキーが第2シーズンには続投しないことが明らかとなった。
2017年6月、第2シーズンとして構想されていた『
Katrina』の製作が2018年初頭まで延期され、『Versace』が代わりに2018年初頭から放送されることが発表された。
2017年10月2日、『アメリカン・ホラー・ストーリー』の常連出演者であったマット・ボマーが第8話で監督デビューすることが発表された。製作中のシーズンのワーキングタイトルは『American Crime Story: Versace/Cunanan』であった。
2017年12月の初の試写後、『Versace』は当初報じられたより1話少ない全9話構成であることが明らかとなった。

### キャスティング
2017年2月、エドガー・ラミレスとダレン・クリスがそれぞれジャンニ・ヴェルサーチとアンドリュー・クナナン役でキャストに加わった。マーフィーはレディー・ガガがドナテラ・ヴェルサーチを演じるという報道を否定し、その後同役はペネロペ・クルスに決定したことが報じられた。2017年4月、リッキー・マーティンがヴェルサーチの長年のパートナーであるアントニオ・ダミゴ役を務めることが報じられた。 2017年4月28日、アナリー・アシュフォードがクリスと共に撮影のセットで目撃された。2017年6月21日、アシュフォードの役はクナナンの高校以来の友人であるエリザベス・コートであり、また『GRIMM/グリム』で知られるニコ・エヴァーズ＝スウィンデルがその夫のフィリップ・メリルを演じることが『エンターテインメント・ウィークリー』を通じて発表された。
2017年5月5日、マーフィーは自身のInstagramアカウントでマックス・グリーンフィールドが加わったことを発表し、セットでの彼とクリスの写真を投稿した。2017年6月21日、フィン・ウィットロックがクナナンの最初の犠牲者であるジェフリー・トレイル役で出演することが発表された。
2017年11月、シリーズの公式Twitterアカウントでジュディス・ライトとダーシャ・ポランコの出演が発表された。2017年12月、シリーズの公式ウェブページでグリーンフィールドがロニー、ライトがマリリン・ミグリン、ポランコがロリ・ウィダー刑事、ジョン・ジョン・ブリオネスがモデスト・クナナン、コーディー・ファーンがデヴィッド・マドソン、マイク・ファレルがリー・ミグリンを演じることが発表された。

### 撮影
第2シーズンの主要撮影は2017年5月よりマイアミで始まった。ダレン・クリスは自身のTwitterアカウントで11月13日の週に撮影が終わったことを明かした。

## プロモーション
2017年9月、FXは『The Assassination of Gianni Versace』の最初のティーザー予告を公開した。その予告はヴェルサーチの邸宅の外に止まる鳩が2発の銃声の後に飛び去るという内容であった。同月に2つ目のティーザー予告が公開された。しれはヴェルサーチの妹のドナテラ棺に花を置くという内容であった。10月に公開された新たなティーザーは警察無線が飛び交う中で黒い衣装カバーが閉じられ、それに印字されたヴェルサーチの名前がアップになるというものであった。さらに同月公開されたもう1本のティーザーはジャンニが殺された邸宅の階段にドナテラがキスをするという内容であった。ハロウィンの日、FXは『American Horror Story: Cult』の第9話のコマーシャルの際に新たなプロモーションを放送し、さらにシーズン初回が2018年1月17日となることを発表した。
2017年11月、新たに4つのティーザーが公開された。1つめはプールサイドでリラックスしているヴェルサーチにクナナンが忍び寄るというものだった。2つ目はジャンニの家を離れようとしたダミゴが2発の銃声を聞き、現場に走るという内容であった。3つ目は鏡の前でジャンニがドナテラを抱きしめている場面である。4つ目は起動中のミシンの描写であるが、いくつかの不具合のために作業を終えられないというものである。
2017年11月15日、シリーズの公式Twitterアカウントにて初の全長版予告編が公開された。それではクナナンの過去とヴェルサーチ殺害の影響が示されていた。同日、FX+の加入者は5日先行でシーズン第1話を視聴できることが発表された。2017年11月28日、FXはクルス、ラミレス、マーティン、クリスらメインキャストを描いた新しい予告編を公開した。
2017年12月、さらなるティーザーが公開された。1つ目はヴェルサーチとクナナンが対比され、それぞれの過去を語るというものであった
。2つ目はヴェルサーチのファッションショーで彼の死のニュースが聞こえ、モデルが泣き始めるというものであった。3つ目はクナナンが誰かにヴェルサーチを付き合っていることを説明し、そして彼の殺害を示唆するカットで締められるという内容であった。4つ目では兄の葬儀に黒い衣裳を着て現れたドナテロが描かれた。5つ目はヴェルサーチ邸の様々な部屋が映され、それに様々なキャラクターの音声が被せられるというものであった。6つ目は顔面にテープを巻きつけてシャワーを浴びるクナナンがマックス・グリーンフィールドが演じるロニーから何をしているかを尋ねられるという内容であった。12月28日、スタッフやキャストのインタビューが付いたファーストルックが公開された。同日、新たなティーザーが公開された。それはクナナンが性的パートナーとヴェルサーチの殺害を企てるという内容であった。
2018年1月初め、新たなティーザーが公開された。それは自動車のナンバープレートを交換するクナナンが少女に挨拶をするという内容であった。2018年1月16日、全長版のレッドバンド予告編が公開された。翌日、その短縮版の予告編が公開された。

## 評価

### 批評家の反応
『アメリカン・クライム・ストーリー』第2シーズンは批評家からは概ね高評価された。レビュー収集サイトのRotten Tomatoesでは64件のレビューに基づいて支持率は87%、平均点は7.22/10であった。Metacriticでは第2シーズンは33件の批評に基づいて加重平均値を74/100と示された。

### 関係者の反応
2018年1月、ヴェルサーチ家はシリーズを批判する声明を発表した。彼らはシーズンの製作段階では「それは許可しておらず、何も関与していない」と説明し、「フィクションの作品としてだけ考えるべきだ」と付け加えた。製作総指揮のライアン・マーフィーはシリーズがモーリーン・オースのノンフィクション本『Vulgar Favors』に基づいているために「フィクションの作品ではない」と回答した。マーフィーは『O・J・シンプソン事件』と比較し、シーズンが「ドキュドラマ要素が明らかにあるノンフィクションの作品」であり、ドキュメンタリーではないと付け加えた。この回答に対してヴェルサーチ家は第2の声明を発表し、「オースの本はゴシップと推測だらけ」であるためにシリーズは「フィクションの作品」であるとの主張を繰り返した。彼らはまたオースの仕事を批判し、「矛盾に満ちた中古の伝聞」により「センセーショナルな物語を創り出す努力」であると評した。また彼らはオースがヴェルサーチは死亡時にHIV陽性であったと主張したため、彼の病状の例を挙げた。
アントニオ・ダミコもまたシリーズを批判し、いくらかの場面を「馬鹿げている」とこき下ろし、「あまりにも多くのことがフィクション化されている」と主張した。彼はまたシリーズを視聴するつもりはないことを表明したが、もしも自分を演じたリッキー・マーティンがヴェルサーチとの関係を知るために接触してきたならば満足しただろうと語った。
マーフィーによると、ドナテラ・ヴェルサーチはペネロペ・クルスによって自身が演じられるのを非常に支持していた。

### 視聴者数
| 話数 | タイトル                   | 放送日        | レイティング/シェア (18-49) | 視聴者数 (百万人) | DVR (18-49) | DVR視聴者数 (百万人) | 合計 (18-49) | 合計視聴者数 (百万人) |
| ---- | -------------------------- | ------------- | --------------------------- | ----------------- | ----------- | -------------------- | ------------ | --------------------- |
| 1    | The Man Who Would Be Vogue | 2018年1月17日 | 0.7                         | 2.22              |             |                      |              |                       |
| 2    | Manhunt                    | 2018年1月24日 |                             |                   |             |                      |              |                       |
| 3    | A Random Killing           | 2018年1月31日 |                             |                   |             |                      |              |                       |
| 4    | House by the Lake          | 2018年2月7日  |                             |                   |             |                      |              |                       |
| 5    | Don't Ask Don't Tell       | 2018年2月14日 |                             |                   |             |                      |              |                       |
| 6    | Descent                    | 2018年2月28日 |                             |                   |             |                      |              |                       |
| 7    | Ascent                     | 2018年3月7日  |                             |                   |             |                      |              |                       |
| 8    | Creator/Destroyer          | 2018年3月14日 |                             |                   |             |                      |              |                       |
| 9    | Alone                      | 2018年3月21日 |                             |                   |             |                      |              |                       |

### 受賞
第70回プライムタイム・エミー賞でリミテッドシリーズ/テレビ映画部門の作品賞、監督賞および主演男優賞を受賞した。